# Хешмат Мохаджерані
Хешмат Мохаджерані (перс. حشمت مهاجرانى, нар. 11 грудня 1938, Мешхед) — іранський футболіст, що грав на позиції півзахисника. По завершенні ігрової кар'єри — тренер.
Виступав, зокрема, за клуб «Тадж».

## Ігрова кар'єра
У дорослому футболі дебютував 1958 року виступами за команду клубу «Тадж», в якій провів шість сезонів. 
Завершив професійну ігрову кар'єру у клубі «ПАС Тегеран», за команду якого виступав у 1964 році.

## Кар'єра тренера
Розпочав тренерську кар'єру, повернувшись до футболу після невеликої перерви, 1971 року, очоливши тренерський штаб збірної Ірану U-23. З 1972 року паралельно тренував  іранську збірну U-20.
1974 року увійшов до тренерського штабу національної збірної Ірану, а протягом 1975–1978 років був її головним тренером. Залишив команду після фінальної частини чемпіонату світу 1978, де його команда завершили виступи на груповій стадії, на якій занесла до сого активу лише нічию у грі проти шотландців.
По тому працював з еміратським «Аль-Шаабом», після чого був призначений головним тренером олімпійської і національної збірних ОАЕ, з якими працював п'ять років. 1984 року залишив роботу у цих збірних, проте залишився в Еміратах, де до 1986 року працював з командою «Аль-Вахда» (Абу-Дабі).
У 1992 році запрошений керівництвом збірної Оману, з якою пропрацював до 1994 року.
Протягом 1998-1999 років був головним тренером катарського «Аль-Аглі».
Останнім місцем тренерської роботи були все ті ж Об'єднані Арабські Емірати, де Хешмат Мохаджерані протягом 2003–2005 років працював одночасно з юнацькою (U-19) та молодіжною (U-23)збірними цієї країни.

## Титули і досягнення
- Володар Кубка Азії: 1976